# المحكمة الدستورية في الإكوادور
المحكمة الدستورية في الإكوادور (بالإسبانية: Corte Constitucional del Ecuador)‏ هي المحكمة الدستورية في الإكوادور.

## التاريخ
تم إنشاء المحكمة كجزء من حزمة الإصلاح الدستوري في الإكوادور لعام 1996. وتتكون من تسعة قضاة.
وقد تأثرت المحكمة بالأزمات السياسية الأخيرة التي شهدتها الإكوادور. في عام 2005، استغل الرئيس لوسيو غوتيريز الميزة المتواضعة التي يتمتع بها حزبه في الكونجرس ليحل محل العديد من القضاة، بما في ذلك ثمانية من تسعة أعضاء في المحكمة.
وفي عام 2007، انخرطت المحكمة في مواجهة مع الرئيس المنتخب حديثاً رفاييل كوريا. وفي التاسع من مارس، حذرت المحكمة كوريا من أنه سوف يتصرف بشكل غير قانوني إذا تجاهل حكمها النهائي بشأن دستورية الاستفتاء الوطني. ورد كوريا بأن المحكمة "تحت سيطرة الأحزاب السياسية" وأنها لا تتمتع بسلطة التصرف في هذه القضية. وكثيرًا ما تم تجاهل أحكام المحكمة من قبل رؤساء الإكوادور والكونغرس.